# Biləcəri
Biləcəri (também chamada de Baku-Baladshary, Baladjary, Biläcäri, Baladžary e Baladzhary) é uma cidade da região de Absheron, Azerbaijão.[carece de fontes?]  Possui uma população de 45 008.